# Palau de la Independència
El Palau de la Independència (en kazakh: Тәуелсіздік Сарайы, Täuelsızdık Saraiy), és un palau situat a Astanà, al Kazakhstan. S'utilitza per a funcions oficials de l'Estat, com a fòrums, reunions i convencions, i així com per cerimònies formals i esdeveniments culturals. El 15 de desembre de 2008 el palau es va obrir oficialment al públic. No obstant això, la construcció va continuar fins mig any després.
L'edifici, que té forma de trapezi, té tres plantes. L'exterior del palau és de cristall blau amb un entramat de tubs blancs. Les sales del palau inclouen: una galeria d'art aplicat, el Museu d'Història de la Ciutat d'Astanà i un cinema de quatre dimensions, entre d'altres.
És considerat com el «tresor» històric del país atès que s'hi exhibeix una gran quantitat d'obres valuoses.
Està situat en la Plaça de la Independència, en la que també la rodegen la mesquita Hazrat Sultan, el Palau de la Pau i la Reconciliació (també anomenat la «Piràmide»), el Museu Nacional de la República del Kazakhstan, el Parlament kazakh i l'edifici que alberga l'ambaixada estatunidenca al Kazakhstan, entre d'altres.

## Esdeveniments

### Cimeres
El Palau de Congressos, que alberga el Palau de la Independència, ha estat testimoni de molts esdeveniments històrics. En 2010, es va celebrar en el Palau de la Independència una cimera de l'OSCE amb l'assistència de 38 caps d'Estat i 78 delegats oficials dels estats membres de l'organització. La reunió del Consell Econòmic Suprem d'Euràsia, així com els cims d'aniversari de la OCS i la OCI, han tingut lloc en el palau. L'esdeveniment més important en la història del palau va ser la reunió de 2019 dels presidents dels parlaments dels països euroasiàtics.

### Esdeveniments nacionals
La cerimònia d'investidura del president Nursultan Nazarbàiev (2011 i 2015) i del president Khassim-Jomart Tokhàiev (2019) va tenir lloc en el palau. Els congressos del partit Nur Otan s'hi celebren anualment.

## Galeria

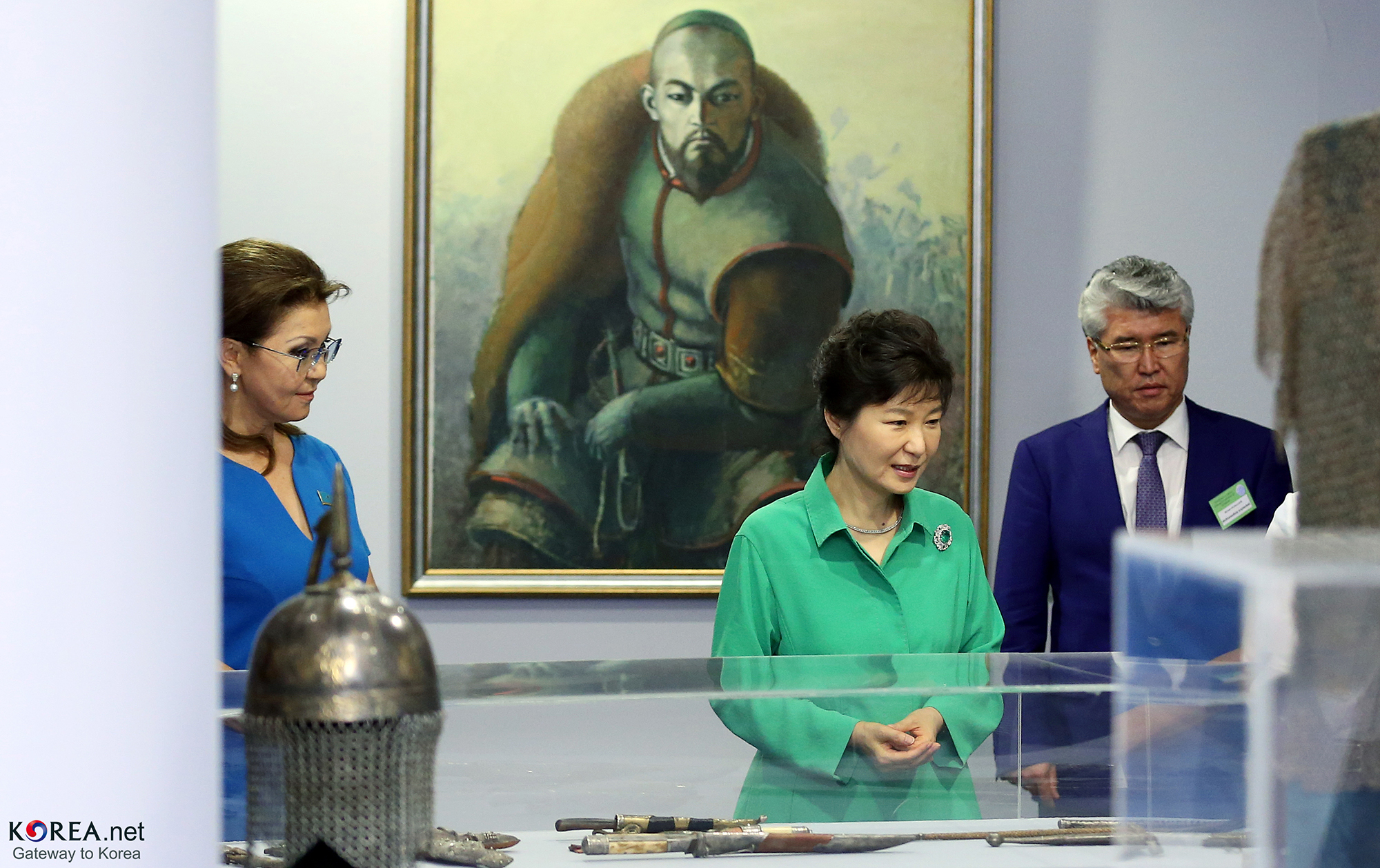